# ノートルダム・ジャパン・ボウル2009
ノートルダム・ジャパン・ボウル2009は、2009年7月25日に東京ドームで行われたアメリカンフットボール日本代表とノートルダム・フットボール・レジェンズの試合。19-3でノートルダム・フットボール・レジェンズが勝利した。観衆は17,710人であり、興行的には失敗に終わり、日本アメリカンフットボール協会は苦境に立たされた。

## 試合開催前のニュース
2009年6月26日、特別親善大使に就任していたジョー・モンタナ、マイク・ゴーリックが家族の都合で来日を中止した。

## 両チーム
ノートルダム大学を率いたのはカレッジフットボール殿堂入りを果たした名将のルー・ホルツ。4月に行われたトライアウトでは2007年アメリカンフットボール・ワールドカップではアメリカNCAA1部AAオールスターにダブルオーバータイムの末敗れた日本代表を警戒する言葉を発した。アシスタントコーチにもカレッジフットボール殿堂入りを果たしているティム・ブラウン、クリス・ゾーリッチ、オールアメリカンに選出されたレジー・ブルックス、マイアミ・ドルフィンズでアシスタントコーチを務めたことのあるビル・ルイスらがアシスタントコーチとして加わった。出場選手のうち1/4は、NFL経験者であった。
4月にルー・ホルツが見守る中で行われたトライアウトには80人以上のノートルダム大学出身の選手が参加、50人に絞られた。その中には1988年にノートルダム大学が全米チャンピオンとなった時のQBトニー・ライス、歴代リーディングラッシャーのオートリー・デンソン、オールアメリカンに選ばれたティム・ラディー（後にマイアミ・ドルフィンズでプロボウルにも選ばれた。）も含まれた。
その後5月に5選手が追加された。
日本代表を率いたのは鹿島ディアーズの森清之。2007年ワールドカップの代表45名のうち、25名をこの大会でも選出、2011年大会に備えるため60名をロースターに選んだ。メンバーの中心は2008年にアトランタ・ファルコンズのプラクティス・スクワッドにも参加したWR木下典明、NFLヨーロッパにも参戦したことのある長谷川昌泳やパナソニック電工インパルスのQB高田鉄男。

## 試合経過
第1Qに日本はショートパス、ミドルパスでボールを運び、青木大介の30ヤードのFGが決まり3-0と先制点をあげた。第2QにノートルダムがFGを決めて3-3と同点に追いつくとさらにジェイ・ビッカーズが77ヤードのランを見せてゴール前2ヤードまで攻め込んだ。その後、前半残り1分13秒に1988年全米チャンピオンになった時のQBトニー・ライスがクォーターバックスニークでTD、10-3とノートルダムが逆転した。第3Qには絶好のパントで日本の攻撃を自陣深くからに追い込み、反則で日本が罰退した後、セイフティを奪い12-3。マイケル・ゴールスバイのインターセプトに続きヴィッカーズの3ヤードのTDランで19-3とリードした。第3Q、QB菅原俊がエンドゾーンで倒されてセイフティとなった。第4Qは両チームとも無得点に終わり19-3でノートルダムが勝利した。
パワープレイを主体としたノートルダムはランで271ヤードを獲得、145ヤードを走り1TDをあげたジェイ・ビッカーズがMVPに選ばれた。一方日本の攻撃陣はパス攻撃ではノートルダムの7ヤードに対して179ヤードを獲得したが3インターセプトを喫し、TDをあげることはできずに敗れた。4回のレシーブで50ヤードを獲得した秋山武史がMIPに選ばれた。